# 別希
51°1′11″N 28°41′36″E / 51.01972°N 28.69333°E
別希（烏克蘭語：Бехи），是烏克蘭的村落，位於該國北部日托米爾州，由科羅斯堅區負責管轄，始建於1545年，面積3.26平方公里，海拔高度166米，2001年該村落人口553。